# Martin Birmann

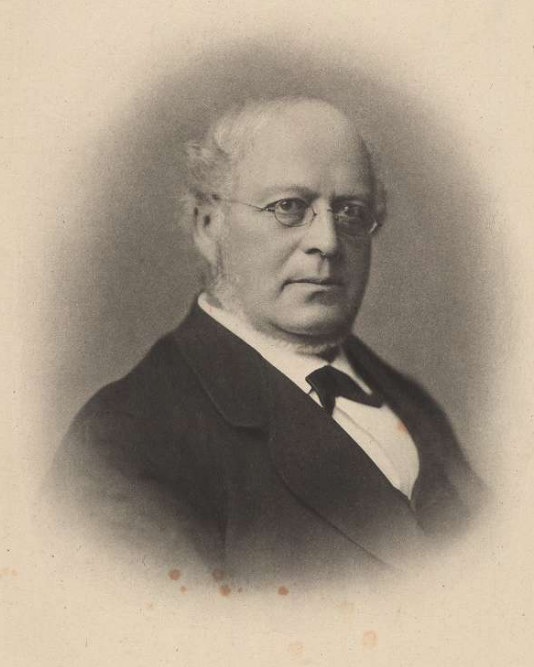
Martin Birmann

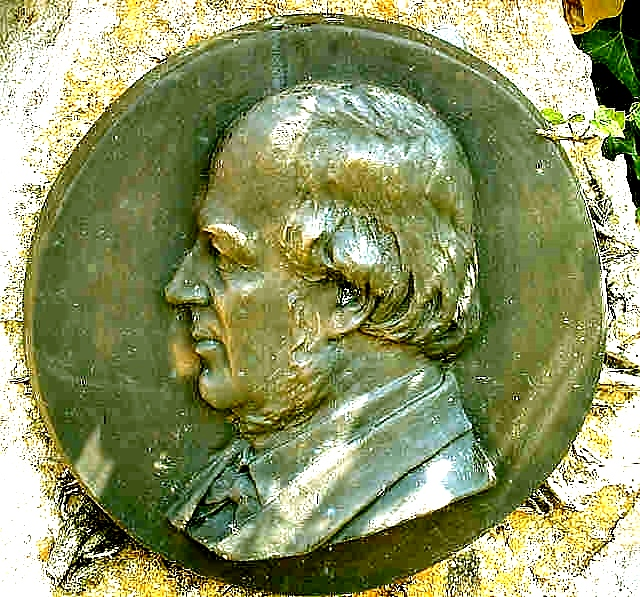
Martin Birmann, seine Gedenktafel beim Weiher in Rünenberg, Baselland. Schweiz

Martin Birmann, geborener Grieder (* 26. November 1828 in Rünenberg; † 19. August 1890 in Liestal) war ein Schweizer Politiker, Theologe, Armenpfleger und Autor. Er war Ständerat und erster Armeninspektor des Kantons Basel-Landschaft, Präsident mehrerer politischer und gemeinnütziger Organisationen sowie Schriftsteller.

## Biografie
Birmann war ein Sohn des Posamenters Johannes Grieder und von Elisabeth Buser. Im Jahr 1859 heiratete er Elisabeth Socin († 1927) aus Basel, die ihm eine Tochter gebar. Nach dem Besuch des Pädagogiums in Basel absolvierte er gemeinsam mit seinem Freund Jonas Breitenstein ein Studium der Theologie an der Universität Basel und an der Universität Göttingen. 1852 wurde er zum Pfarrer in Liestal ordiniert. 1890 wurde Birmann auf dem Friedhof in Kilchberg BL zu Grabe getragen.

### Armenhilfe und politische Ämter
Da er aus armem Haus stammte, wurde Birmann vom kantonalen Schulinspektor Johannes Kettiger gefördert und 1853 – noch zu Lebzeiten seiner Eltern – von Juliana Birmann-Vischer (1785–1859), der Witwe des Malers Samuel Birmann, in Basel adoptiert, deren Namen er in diesem Zusammenhang auch annahm. Fortan setzte er sich bis zu seinem Tode im Jahr 1890 mit allen ihm verfügbaren Mitteln für arme Mitmenschen ein, war bis 1888 unbesoldeter Armeninspektor des Kantons Basel-Landschaft sowie von 1853 bis zuletzt Präsident des Armenerziehungsvereins.
Finanziell unterstützt von seiner Adoptivmutter, kaufte er bereits 1854 die Anstalt für verwahrloste Knaben in Augst und stand auch ihr stets als Präsident zur Verfügung. Als Reorganisator des Kantonsspitals initiierte er 1877 die Errichtung des neuen Krankenhauses. Als gemässigt Liberaler hatte er bis zu seinem Tode auch eine Vielzahl politischer Ämter inne, beispielsweise ab 1854 mit wenigen Unterbrechungen als Landrat, wo er als Schöpfer des kantonalen Armengesetzes tätig war, als Mitglied vieler Kommissionen, ab 1869 auch als Ständerat sowie ab 1884 ebenso als Beauftragter für kirchen- und kulturpolitische Fragen; im Ständerat folgte ihm Johann Jakob Stutz.

### Weiteres Engagement
1854 war er bedeutender Mitgründer der Basellandschaftlichen Zeitung. Von 1859 an war er Verwaltungsrat, ab 1878 dann Präsident der Hypothekenbank Basel-Landschaft. Er engagierte sich seit 1880 bei der Waldenburgerbahn, wo er ebenso Präsident ab 1888 wurde. Ferner war er auch im landwirtschaftlichen Verein und in der Schweizerischen Gemeinnützigen Gesellschaft aktiv. In seinen beiden letzten Lebensjahrzehnten war Birmann auch literarisch-lokalgeschichtlich tätig.

## Ehrungen
1885 verlieh ihm die Philosophische-Historischen Fakultät der Universität Basel den Ehrendoktortitel. Ihm zu Ehren trug das am 23. April 1968 eingeweihte, 2007 abgebrochene Martin-Birmann-Spital für chronisch Kranke in Liestal seinen Namen.

## Publikationen (Auswahl)
- Der Landschaftsmaler Peter Birmann von Basel [1758–1844]. Neujahrsblatt der Zürcher Kunstgesellschaft, Zürich 1859
- Die Primarschulen (der Schweiz). Zusammen mit Max Wirth. Orell Füssli, Zürich 1874
- Die Genealogie der Grafen von Thierstein und Honberg. In: Basler Jahrbuch 1879, S. 102–136 Elektronische Publikation: Christoph Merian Stiftung
- Drei Blätter aus der Geschichte des St. Jakobskrieges. In: Basler Jahrbuch 1882, S. 68–109 Elektronische Publikation: Christoph Merian Stiftung
- Graf Oswald von Thierstein und der Ausgang seines Geschlechts. In: Basler Jahrbuch 1883, S. 48–86 Elektronische Publikation: Christoph Merian Stiftung
- Die Einrichtungen deutscher Stämme auf dem Boden Helvetiens. Baur, Basel 1887 (Neujahrsblatt der Gesellschaft zur Beförderung des Guten und Gemeinnützigen)
- General Joh. Aug. Suter. Gäbis merkwürdige Lebensschicksale. Reflexe transatlantischer Lebensschicksale. Verein für Verbreitung guter Schriften bei Emil Birkhäuser, Basel 1907. (Die hier mit Ergänzungen bis 1884 versehene Biographie zu General Sutter erschien 1868 zuerst in der Basellandschaftlichen Zeitung.)